# Britisch-Kaffraria
Britisch-Kaffraria (englisch British Kaffraria) war eine Kolonie und später separat geführte Verwaltungseinheit in der früheren Kapkolonie auf dem Gebiet der heutigen Republik Südafrika. Ihr Verwaltungssitz war King William’s Town. Sie ist nicht mit dem ehemaligen benachbarten Gebiet Kaffraria zu verwechseln.

## Geographie und Geschichte
Britisch-Kaffraria umfasst eine von einheimischer und europäischstämmiger Bevölkerung dicht besiedelte Region, auf der im 19. Jahrhundert mehrere Grenzkriege stattfanden. Dabei veränderten sich Grenzziehungen. Um 1866 besaß die Region eine Fläche von 8970 Quadratkilometern. Im Jahr 1858 sollen hier 104.700 Einheimische (Angaben nach anderen Quellen ein Jahr zuvor) gelebt haben. Durch Hungersnöte infolge von Viehkrankheiten und der Viehtötung der Xhosa starben viele der Einheimischen. Bereits 1864 waren es in Britisch-Kaffraria nur noch insgesamt 86.200 Einwohner, darunter 2200 deutsche Kolonisten.
Zwei wichtige Flussläufe des Kaplandes begrenzen das Gebiet. Im Nordosten ist das der Great Kei River und im Südwesten der Great Fish River. Die nordöstliche Außengrenze der Kapkolonie am Verlauf der Great Fish Rivers geht auf eine Entscheidung des Gouverneurs der Kapkolonie, George Macartney, aus dem Jahre 1798 zurück.
Im Rahmen des Fünften Grenzkriegs zwischen den Briten und den Xhosa (früher als „Kaffern“ bezeichnet) unter Führung der Ngqika kam es zu einem Vermittlungsvorschlag von den im Gebiet tätigen Missionaren. Man verständigte sich auf eine Grenzziehung mit einer neutralen Pufferzone. Auf dieser Grundlage gehörten nun die Landstriche nordöstlich des Keiskamma zum Einflussgebiet der Xhosa und die Kapkolonie endete am Great Fish River. Die dazwischen liegenden neutralen Regionen mit den Siedlungen Chumie (Thyume), Alice und Peddie sollten der Befriedung zwischen den Konfliktparteien dienen. Man nannte sie Victoria District.
Als 1834 burische Aktivisten den Friedensschluss brachen, entflammten neue bewaffnete Konflikte, während denen der Xhosa-Führer Gaika starb und die im April 1835 unter Führung des britischen Truppenbefehlshabers Henry Smith durch Besetzung der Xhosa-Gebiete beendet wurden.
Das nun unter britischen Einfluss stehende Areal erhielt zunächst den Namen Queen-Adelaide-Provinz. Im September 1847 wurde es zeitweilig direkt und am 7. März 1860 mit einer eigenen Administration unter britische Herrschaft  gestellt. Es erhielt den Namen Britisch-Kaffraria.
Wegen der anhaltenden Konflikte wurde dieses Sondergebiet 1865 administrativ der Kapkolonie angegliedert.
Jenseits ihrer Grenze blieben die als Kaffraria bezeichneten Landesteile, die weiter nordöstlich an der damaligen Kaffernküste (heute Wild Coast) lagen, ein gesondert verwaltetes Gebiet.
Teile des Gebietes bildeten später das Homeland Ciskei.

## Gliederung nach 1866
Britisch-Kaffraria  besaß nach 1866 eine Fläche von 10.054 Quadratkilometern und im Jahr 1891 lebten hier 140.158 Menschen (117.547 Xhosa, 20.805 Europäer und 1.805 Khoikhoi). Die innere administrative Gliederung bildeten fünf Divisionen: East London, King William’s Town, Komgha, Peddie und Stutterheim.

## Verwaltungschefs
Administrator
- Henry Smith, 10. Mai 1835 bis 5. Dezember 1835

Vizegouverneure
- Henry Smith, 10. Dezember 1835 bis 13. September 1836
- Andries Stockenstroom, 13. September 1836 bis 9. August 1838
- John Hare, 9. August 1838 bis September 1846
- Direktverwaltung durch die Kapkolonie, September 1846 bis 9. April 1847
- Henry Young, 9. April 1847 bis 4. November 1847
- Direktverwaltung durch die Kapkolonie, 4. November 1847 bis 17. Dezember 1847

Chief Commissioner
- George Henry Mackinnon, 23. Dezember 1847 bis Oktober 1852
- John Mclean, Oktober 1852 bis 7. März 1860

Vizegouverneur
- John Mclean, 7. März 1860 bis 24. Dezember 1864

Governor’s Deputy
- Robert Graham, 24. Dezember 1864 bis 17. April 1866